# Monzón (Huamalíes)
Monzón es una localidad peruana en el departamento de Huánuco, cabecera del distrito homónimo.

## Ubicación geográfica
Con una altitud de 962 m s. n. m. es la única capital distrital selvática de la provincia de Huamalíes. Se asienta sobre el margen sur del río Monzón.